# Undernet
A Undernet é uma rede de babe-papo online do tipo IRC, criada em outubro de 1992 como uma rede experimental, rodando uma versão modificada do servidor EFnet IRC v2.7, na tentativa de reduzir ao máximo o consumo de banda e falhas como Netsplits e Takeovers, que se tornaram frequentes na EFNet. Esta é considerada uma das maiores redes de IRC.
A Undernet foi criada na mesma época em que várias redes pequenas de IRC estavam começando e posteriormente começaram a desaparecer. Todavia, se reestruturou e se tornou a maior e mais antiga rede de IRC, a despeito dos obstáculos iniciais. Ela se destacou por ser a primeira rede a utilizar o protocolo de IRC timestamping como forma de inibir abusos.
Por um período em 1994, a Undernet foi vítima de uma série de Flame Wars. Todavia, esta rede continuou intacta neste período e sua popularidade se mantém até hoje.
A Undernet é uma das maiores redes de bate papo em tempo real do mundo, com aproximadamente 20 servidores recebendo conexões de usuários (clientes).
O número de usuários abrangem todas as idades, nacionalidades e interesses, proporcionando uma enorme varidade de canais com muitos operadores e voluntários que ajudam novos usuários.
A Undernet possuí vários canais de suporte para os novatos no IRC e na Undernet, como por exemplo os canais #Ajuda, #cservice, #help, #helpchan, #mIRC, #beginner. Para ajuda na remoção de vírus, trojans e outros malwares, basta unir-se aos canais #vh, #DmSetup ou #NoHack. O usuário (Cliente) pode se conectar à Undernet via endereço irc.undernet.org ou qualquer outro endereço da lista de .
A Undernet utiliza o GNUWorld para prover o "X", um serviço de canal.
O "X" opera sobre uma base de usernames; Um Username é diferente de Nickname, porque não pode ser registrado. Se você se logou pelo "X", você poderá se unir também aos canais que possuem o Channel Mode +r e esconder seu host, configurando você mesmo o usermod em +X. Como o "X" é apenas para canais registrados, a Undernet desenvolveu o Chanfix aka C para proteger canais ainda não registrados que não desejam usar o "X" por serem ainda novos e portanto muito pequenos para isso. O Chanfix conduz o OP do canal e restaura os OPs daqueles que sofrem Takeovers.
A Undernet também mantém um eficiente rastreador de Proxy aberto. O Proxyscanner monitora os usuários conectados na Undernet. Ele rastreia Wingate, Winsocks, versão 4/5, Proxy HTTP e etc. É baseado em uma eficiente biblioteca chamada libpeak. Estas medidas foram tomadas depois do ataque DDoS no ano de 2001, que quase destruiu a rede e deixou a Undernet sem o bot "X" por meses.